# Instituto Biológico Argentino

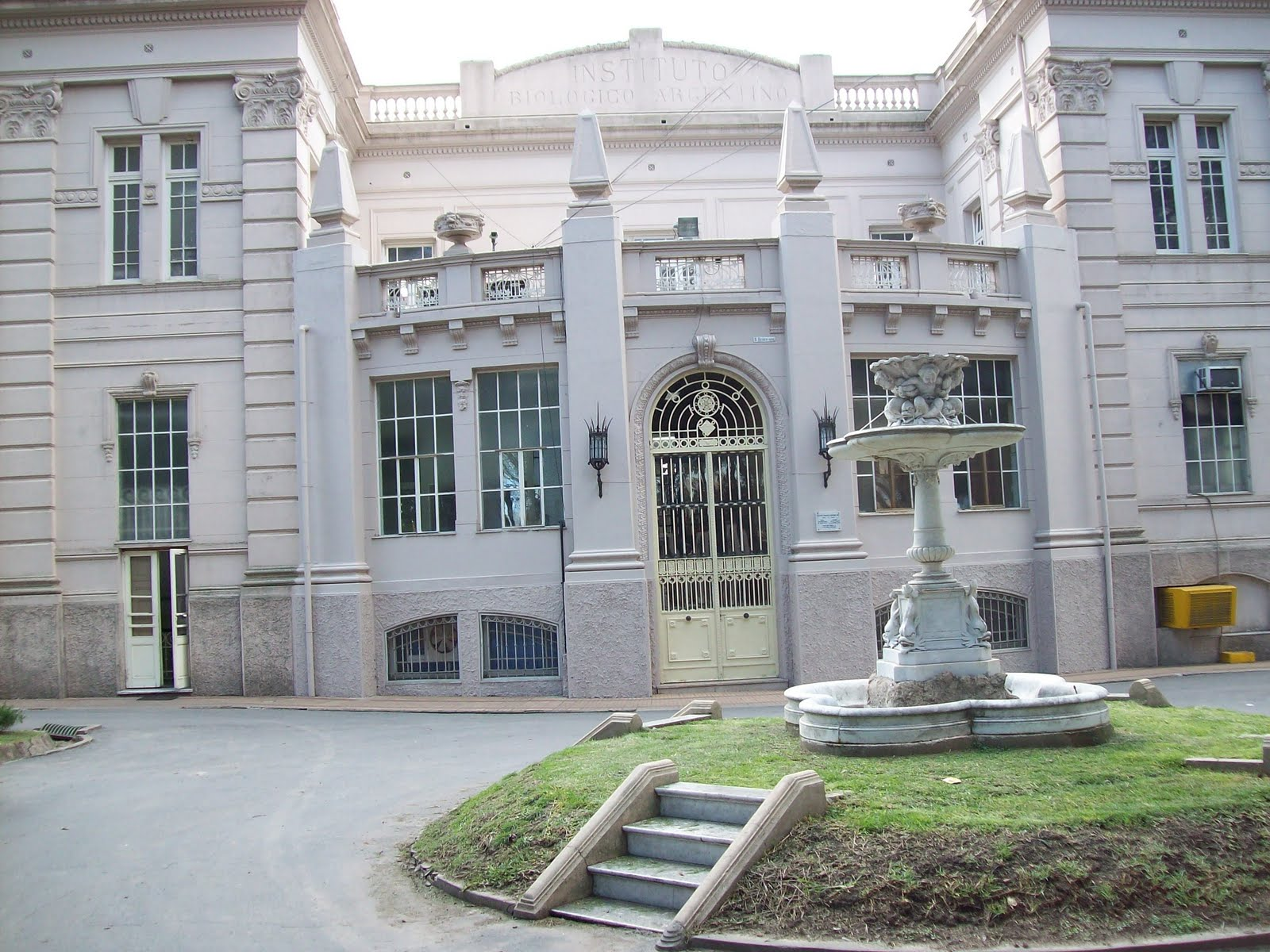
Edificio principal del Instituto Biológico Argentino.

El Instituto Biológico Argentino es un establecimiento fármaco-industrial, que elabora sueros y vacunas. Se ubica en la localidad de Villa Santa Rosa, partido de Florencio Varela, sobre la calle Silvio Dessy, nombre de quién fundó y dirigió la institución, entró en funciones en 1908. Este laboratorio tiene la particularidad de ser el primero de su especie en la Argentina.

## Historia
Los obras de construcción empezaron en el año 1902 en Florencio Varela y se terminaron en 1908. Fue ideado por el doctor italiano Silvio Dessy -quién junto a los ingenieros Landi y Ballerini idearon los edificios- con la intención de producir aquellos productos fármacos que no llegaban a la Argentina por consecuencia de la Gran Guerra. En su momento fueron pocos quienes siguieron su idea, era impensado en aquel momento que la Argentina produzca sus propios artículos medicinales para dejar de depender de los laboratorios extranjeros. El doctor Armando Marotta  fue uno de sus colaboradores para tal proyecto. Si bien se considera el año 1908, como año de su fundación, el establecimiento no funcionó óptimamente sino hasta el año 1911.
Se eligió esa localidad poco conocida y habitada en ese tiempo ya que se ubicaba en el medio geográfico entre la Ciudad de Buenos Aires y La Plata, también por el bajo valor de la tierra, además, la misma es muy fértil, así que era posible cultivar prácticamente cualquier especie. Precisamente, el instituto tenía plantaciones de especies extrañas y experimentales, como el cultivo de la soja (rara en ese momento), la cual fue utilizada para la elaboración de pan, para la gente que padecía diabetes. También hay un monte muy heterogéneo en árboles y plantas. El instituto estaba equipado con una usina propia.

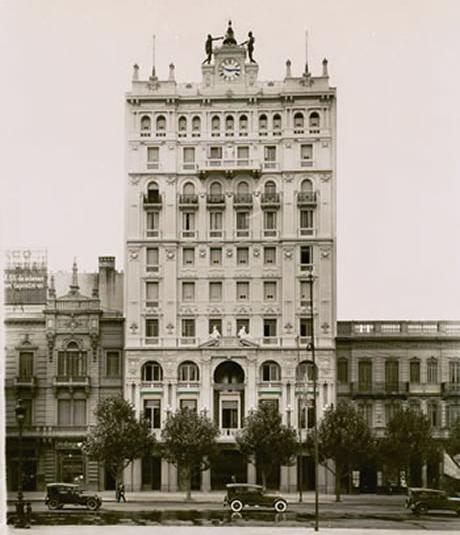
Edificio Instituto Biológico Argentino, sede en la ciudad de Buenos Aires, foto de 1927.

El terreno posee ocho hectáreas de extensión y fue vendido a 8.000 pesos para la construcción del predio. En sus comienzos brindó pocas ganancias, apenas llegaba a solventarse a sí mismo. Esto cambió cuando algunas producciones como la tuberculina, el matamoscas Fu-Fu, las sales de Epecuén y el pan biol, tuvieron éxito y se vendienron bien, así el Instituto fue creciendo.

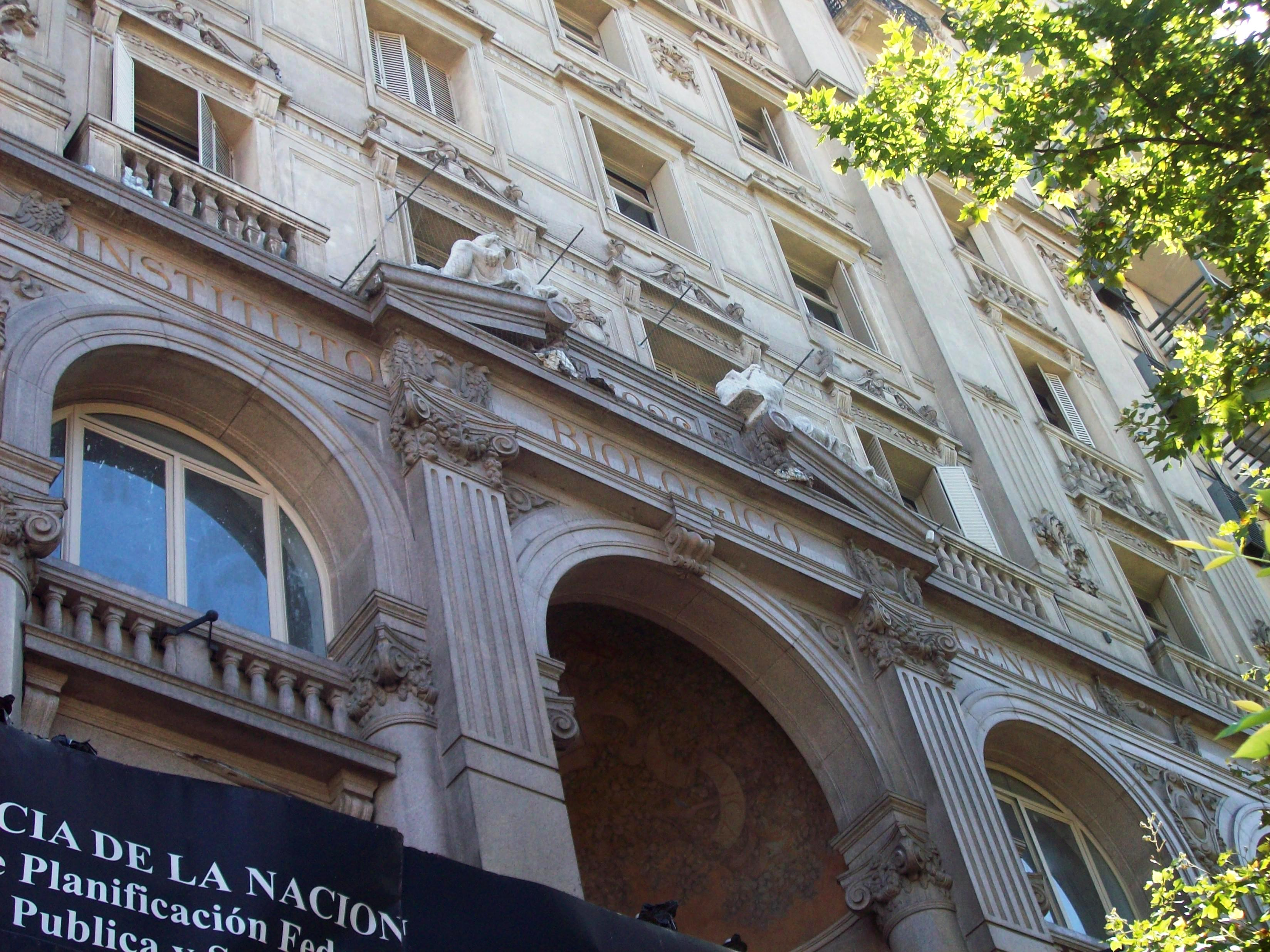
Grabado en el mármol del Edificio Instituto Biológico Argentino.

Se anunció en 1923 por un diario varelense la construcción de un edificio de diez pisos, en el cual se invertirían millón y medio de pesos, las obras se iniciaron al año siguiente, con la dirección del arquitecto Atilio Locatti. La edificación se inauguró el 3 de agosto de 1927. Hoy en día esta construcción de estilo neoveneciano, ubicada sobre la Avenida Rivadavia al 1745, frente a la Plaza Congreso, es el edificio de la Auditoría General de la Nación desde 1949, ahora la sede del establecimiento biológico se encuentra sobre la calle Pres. José Evaristo Uriburu 153.
Una mala administración produjo durante la década de 1940 la quiebra del establecimiento. Cabe destacar que este hecho fue ajeno a Dessy, ya que él era solo era el director Científico. Se optó por crear una asociación de accionistas para intentar salvar al Instituto, Dessy designó al doctor Marotta como presidente de esta asociación. Pero Marotta decidió darle una dirección exclusivamente comercial al Instituto. En 1944 el doctor Dessy se fue del Instituto. En la actualidad estos laboratorios siguen en funcionamiento, bajo el nombre Biol.